# Пакерлы
Пакерлы — река в России, протекает по Дрожжановскому району Татарстана. Левый приток Малой Цильны.

## Описание
Длина реки 10 км, площадь водосборного бассейна — 33,2 км². Исток в 4 км к юго-востоку от села Матаки и в 5,5 км к северо-западу от села Старое Дрожжаное. Течёт в балке на северо-восток-восток по безлесной местности и впадает в Малую Цильну по левому берегу в 41 км от её устья (в 1,8 км к северо-западу от села Татарский Саплык).
Сток зарегулирован. Населённых пунктов в бассейне реки нет.
Гидрология
Река со значительным преобладанием снегового питания. В жаркую погоду при длительном отсутствии осадков местами пересыхает. Замерзает в середине ноября, половодье в конце марта — начале апреля. Годовой сток в бассейне 88 мм, из них 80 мм приходится на весеннее половодье. Общая минерализация от 200 мг/л в половодье до 500 мг/л в межень.

## Данные водного реестра
По данным государственного водного реестра России относится к Верхневолжскому бассейновому округу, водохозяйственный участок реки — Свияга от села Альшеево и до устья, речной подбассейн реки — Волга от впадения Оки до Куйбышевского водохранилища (без бассейна Суры). Речной бассейн реки — (Верхняя) Волга до Куйбышевского водохранилища (без бассейна Оки).
Код объекта в государственном водном реестре — 08010400612112100002409.